# Peter Townend
Peter Townend (Bilinga, 21 de agosto de 1955) é um surfista australiano.
Foi o primeiro campeão mundial de surf (em 1976) pela antiga IPS (International Professional Surfers), hoje substituída pela ASP -Associação dos Surfistas Profissionais (Association of Surfing Professionals).
Conhecido como PT, curiosamente não ganhou um único campeonato naquele ano (1976), mas sagrou-se campeão mundial por ter obtido uma série de segundos lugares.